# Rolf Aggestam
Rolf Waldemar Aggestam, född 21 december 1941 i Bromma församling i Stockholm, död 27 december 2020, var en svensk poet, författare och översättare.

## Biografi
Rolf Aggestam växte upp i Nockeby i Bromma. Han bedrev på 1960-talet universitetsstudier i Lund där han avlade filosofie kandidatexamen. Han har varit journalist i Malmö.
Som översättare har han bland annat översatt Walt Whitman. Aggestam var redaktör för tidskriften Lyrikvännen 1973–1977. Åren 1987 till 1996 satt han i redaktionen för den litterära kalendern Halifax tillsammans med poeten Katarina Frostenson.

## Priser och utmärkelser
- 1986 – Sveriges Radios Lyrikpris [4]
- 1994 – Beskowska resestipendiet [5]
- 1995 – Eyvind Johnsonpriset [4]
- 1997 – De Nios Vinterpris
- 1999 – Gerard Bonniers lyrikpris
- 2018 – Aspenströmpriset [6]
- 2018 – Karl Vennbergs pris